# Taha
Para el municipio homónimo, ver La Taha
Taha es una palabra de origen árabe que se utilizó en el reino nazarí de Granada, para denominar a los distritos administrativos en que se había dividido el reino. En La Alpujarra se mantuvieron como demarcación hasta muy avanzada la época cristiana.

## Historia
En los primeros tiempos de la colonización musulmana, los poblados se establecieron en torno a castillos, denominados ḥiṣn (ḥuṣūn, en plural), que actuaban como centros organizativos y defensores de un cierto ámbito territorial, denominado ŷuz’ (aŷzā’, en plural). Esta estructura administrativa se mantuvo invariable hasta el siglo X, cuando los distritos se modificaron, aumentando mucho su tamaño, denominándose aqālīm (iqlīm, en singular).
La administración nazarí recogió la estructura de los aŷzā’ casi sin variación, creando la nueva configuración en tahas. Cada taha agrupaba un número indeterminado de alquerías y estaba basada en la propia estructura física del territorio. Cada una de ellas tenía su capital, normalmente en el núcleo que se había consolidado alrededor o cerca del ḥiṣn original.
Hoy en día se conserva el recuerdo en el municipio de La Taha, que corresponde, aproximadamente, con la antigua taha de Ferreyra.

## Las tahas de La Alpujarra

Tahas de La Alpujarra en el Reino de Granada en el momento de la conquista castellana.

Según los datos recogidos por los historiadores, La Alpujarra estaba dividida en 14 tahas, enumeradas a continuación de occidente a oriente con las alquerías que las integraban a finales del siglo XV:
- Órgiva: Orgiva, Benizalte, Sortes, Benisiete, Pago, Cáñar, El Fex, Bayacas, Carataunas, Soportújar, Barjas y Tíjola. La capital en Albacete de Órgiva, junto al Castillejo de Órjiva, situado en el margen contrario al río respecto de la actual ubicación de la ciudad de Órgiva.
- Poqueira: Panpaneira, Beniodmin, Bubión, Alguazta y Capileira. Capital en Bubión y cuya fortaleza era el Castillejo del Poqueira, del que aún quedan restos en el puerto entre Bubión y Pitres.
- Ferreyra: Capilerilla, Aylacar, Pitres, Mecina, Fondales, Ferreirola, Atalbéitar, Pórtugos y Busquístar. Tenía su torre defensiva en el paraje conocido hoy como Mezquita de Busquístar y la capital en Pitres.
- Suḥayl, llamada anteriormente Barŷīs, con capital en Lújar. La fortaleza estaba situada relativamente lejos de este núcleo, en el poblado de Alcázar.
- Jubiles: Notáez, Cástaras, Nieles, Lobras, Jubiles, Tímar, Trevélez, Albayar, El Portel, Cádiar, Narila, Bérchules, Mecina Bombarón, Golco, Yátor, Yegen, Válor y despoblado altomedieval de Narila. Era la más extensa y poderosa de la tahas, con cinco fortalezas, la principal de las cuales era el Fuerte de Juviles. Se formó por la agregación de cinco aŷzā’ anteriores (Qāšturiš, Šubīliš, Burŷīl, Gutquḥ y Wadī Banī Umayya), cada uno con su castillo, aunque para Qāšturiš (Cástaras) y Wadī Banī Umayya (posiblemente Yegen) no se han identificado. La capital se fijó en Cádiar.[4]
- Sāḥil: Almegíjar, Rubite, Sorvilán, Polopos, Alfornón, Murtas, Mecina Tedel, Cojáyar, Jorairátar, Torvizcón, Haratalantar, Burdamarela, Diétar, Esperante, Cáutor, Portuguillos, Melicena, la Rábita y Pinos. La capital se situaría en Albuñol. El municipio de Albondón no existía y estaba incluido dentro de Albuñol. Ocupaba parte de ribera occidental del mar de Alborán en la Alpujarra junto con las tahas de Suḥayl y Berja. Su principal fortaleza pudo ser el Castillo de Juliana.
- Ugíjar: Nechite, Mecina Alfahar, Turrillas, Ugíjar, Ynqueyra, Darrícal, Lucainena, Cherín, Vnqueyar, Picena, Laroles, Júbar, Mairena y Carchelina. Correspondía al antiguo ŷuz’ Aškarayātīš, cuya capital era el pueblo de Ugíjar y su fortaleza el cercano Castillo de Escariantes.
- Andarax: Bayárcal, Yniça, Paterna, Guarros, Alcolea, Laujar, El Hiçan, El Camaçen, Cobda (hoy Fuente Victoria), Benecid y Fondón. Con capital en Laujar de Andarax, poseía dos fortalezas, cabezas en sus tiempos de otros tantos aŷzā’: el Castillejo de Paterna y el Castillo de Laujar.
- Barŷa, cuya capital era Berja, que ya lo era del antiguo ŷuz’.
- Lúchar: Beires, Almócita, Padules, Bulinaba, Canjáyar, Nieles, Ohanes, Alcora y Bogorayar . Se formó con la unificación de los aŷzā’ de Beires y Canjáyar, con capital en esta última.
- Dilāya, con capital en Ambroz de Dalías, junto al Castillo del Algízar, en la actual Dalías.
- Alboloduy: Santacruz, Rochuelos, Bilinbin y Alboloduy. Escindida del antiguo ŷuz’ de Marshana estaba al abrigo de su castillejo de Alboloduy.
- Marchena: Rágol, Instinción, Íllar, Bentarique, Huécija, Marchena, Alhama, Terque, Alhabia y Alsodux. Estaba integrada por el resto del ŷuz’ dividido, con capital en Huécija y defensa en la Alcazaba de Marchena.
- Almexixar, en el extremo oriental, ocupando todo el valle inferior del río Andarax hasta su desembocadura en el mar, con capital en Felix, en la Sierra de Gádor, al pie de su castillejo. El nombre de esta taha, al igual que el del ŷuz’ que la antecedió (Šant Aflīŷ), plantean aún dudas entre los estudiosos.[5]